# Павле Невољник
Свети Павле Невољник је хришћански светитељ. По националности је Рус. У младости је заробљен од Турака. Пошто се није хтео одрећи вере Христове и потурчити се, мучен је и посечен у Цариграду 1683. године.
Српска православна црква слави га 3. априла по црквеном, а 16. априла по грегоријанском календару.